# Euphrytus parvicollis
Euphrytus parvicollis är en skalbaggsart som beskrevs av Schaeffer 1934. Euphrytus parvicollis ingår i släktet Euphrytus och familjen bladbaggar. Inga underarter finns listade i Catalogue of Life.